# Абрамцево (музей-заповедник)
Уса́дьба Абра́мцево (Государственный историко-художественный и литературный музей-заповедник «Абрамцево») — музей-заповедник, расположенный на берегу реки Вори, в 60 км к северо-востоку от Москвы, в Сергиево-Посадском районе Московской области.

## История
Усадьба Абрамцево получила известность с середины XIX века. Её владельцами были писатель С. Т. Аксаков (c 1843), промышленник С. И. Мамонтов (с 1870).
У Аксаковых бывали писатели И. С. Тургенев, М. Н. Загоскин, Н. В. Гоголь, С. П. Шевырёв, поэт Ф. И. Тютчев, актёр М. С. Щепкин, историки Т. Н. Грановский и М. П. Погодин, фольклорист А. Гильфердинг, славянофилы А. С. Хомяков, И. В. Киреевский,  П. В. Киреевский  и другие известные современники. Абрамцево не раз посещал и подолгу жил в специально отведённой для него комнате Н. В. Гоголь (1849, 1851). Здесь в августе 1849 года он читал главы второй части «Мёртвых душ».
При Мамонтове в усадьбе гостили и работали знаменитые русские художники И. Е. Репин, В. М. Васнецов, А. М. Васнецов, В. Д. Поленов, В. А. Серов, П. П. Трубецкой, И. С. Остроухов, М. А. Врубель, М. В. Нестеров, К. А. Коровин, И. И. Левитан, А. Т. Матвеев (Мамонтовский художественный кружок), И. С. Ефимов, музыканты, актёры, певец Ф. И. Шаляпин. Были организованы столярная и керамическая мастерские.

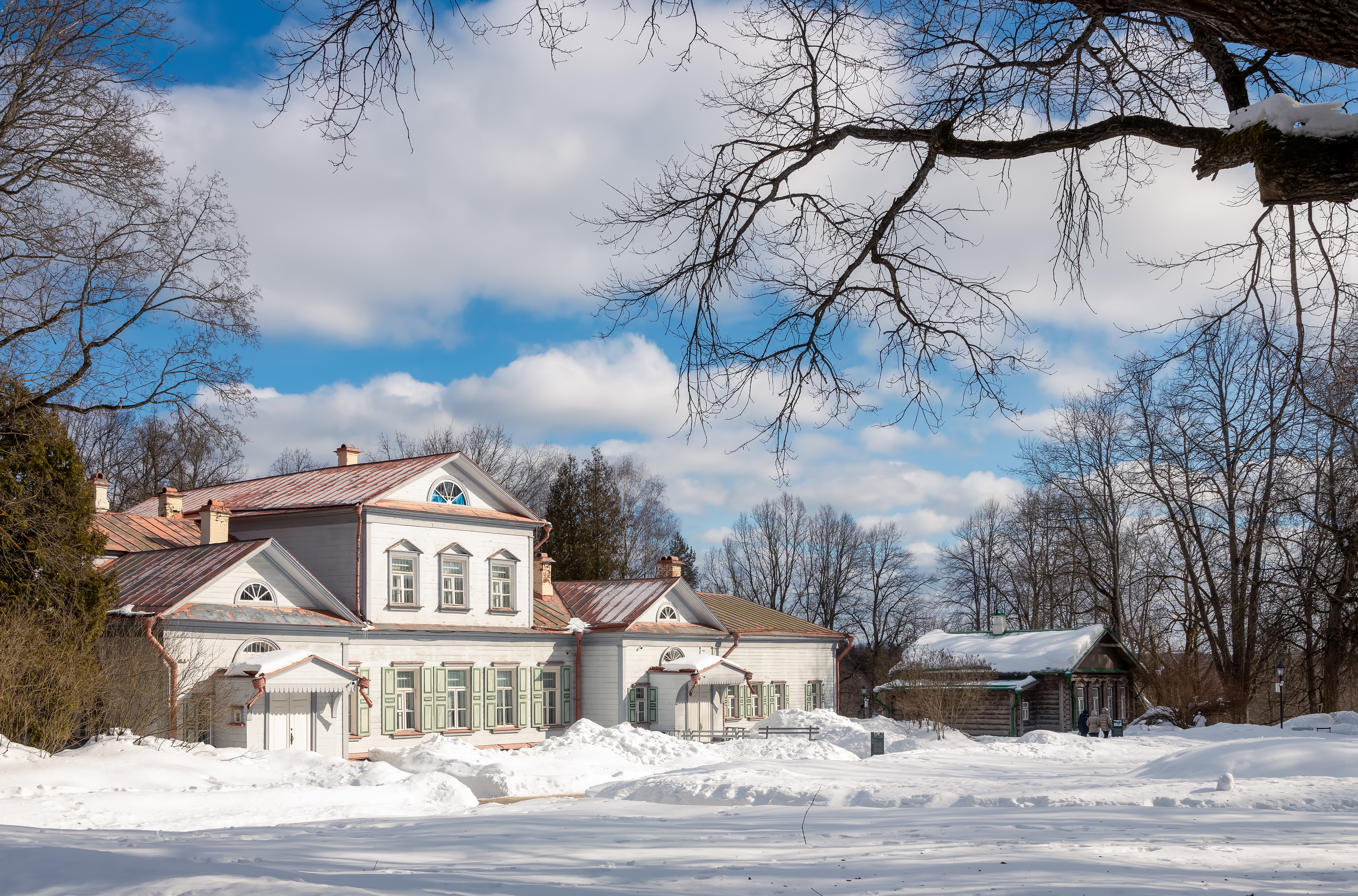
Главный дом в марте

После 1917 года усадьба была национализирована и превращена в музей (основан 10 октября 1919 года). Первой хранительницей музея была дочь С. И. Мамонтова Александра Саввична. На площади в 50 га, занимаемой музеем-заповедником в настоящее время, находятся памятники архитектуры XVIII—XIX веков и парк. Собрание музея включает более 25 тыс. экспонатов. Экспозиции посвящены жизни и творчеству владельцев и знаменитых гостей Абрамцева.
12 августа 1977 года постановлением Совета Министров РСФСР музей-усадьба «Абрамцево» была преобразована в Государственный историко-художественный и литературный музей-заповедник «Абрамцево» Министерства культуры РСФСР. В 1995 году отнесён к объектам исторического и культурного наследия федерального (общероссийского) значения.

## Художественное содружество

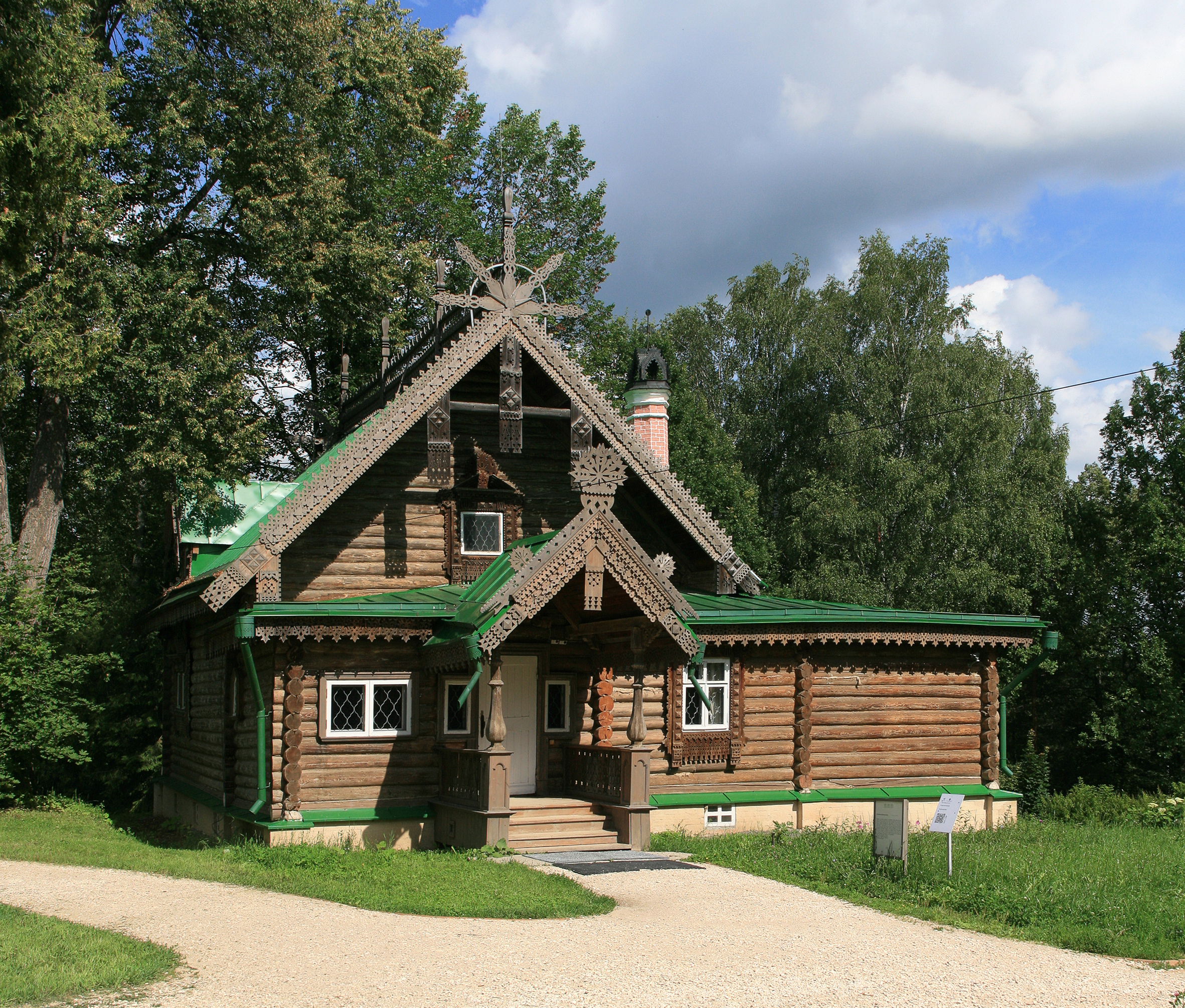
Мастерская в русской избе, где выставлены работы Врубеля

Абрамцево — артистическое содружество, сложившееся в середине 1870-х годов вокруг С. И. Мамонтова, промышленника, известного мецената, художественно одарённого человека. Поэтому часто кружок называют мамонтовским. На протяжении четверти века подмосковное имение Мамонтова «Абрамцево» оказалось крупным очагом русской культуры, местом, куда иногда на целое лето, иногда на более короткий срок приезжали художники — от уже известных до совсем молодых. Частыми гостями были И. Е. Репин, В. М. Васнецов, Ап. М. Васнецов, В. А. Серов, М. А. Врубель, В. Д. Поленов, Е. Д. Поленова.
Здесь много рисовали, усердно занимались живописью, открывая красоту среднерусской природы и обаяние душевно близких людей, ставили домашние спектакли, осуществляли интересные архитектурные замыслы, работали в специально устроенных кустарных мастерских.

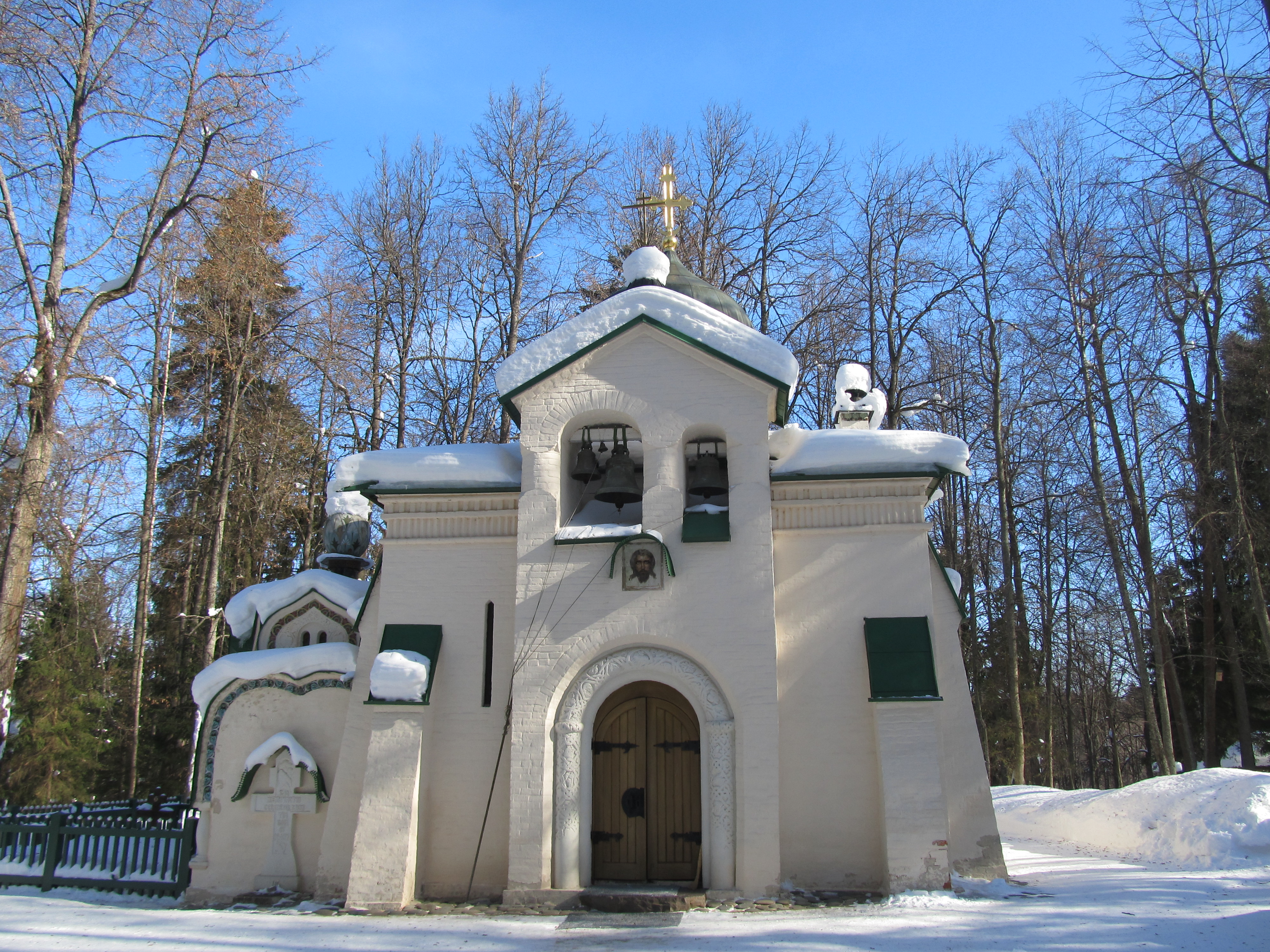
Церковь Спаса Нерукотворного Образа

Художественная жизнь Абрамцева — это, с определённой точки зрения, история формирования «неорусского стиля», который оказался существенной гранью модерна в России. Амбрамцевский кружок никогда не имел ни своего устава, ни какой-либо заранее сформулированной программы. Красота пользы и польза красоты — такими двумя взаимосвязанными понятиями можно было бы условно определить ту «домашнюю» эстетику, которая складывалась в духовной атмосфере усадьбы.

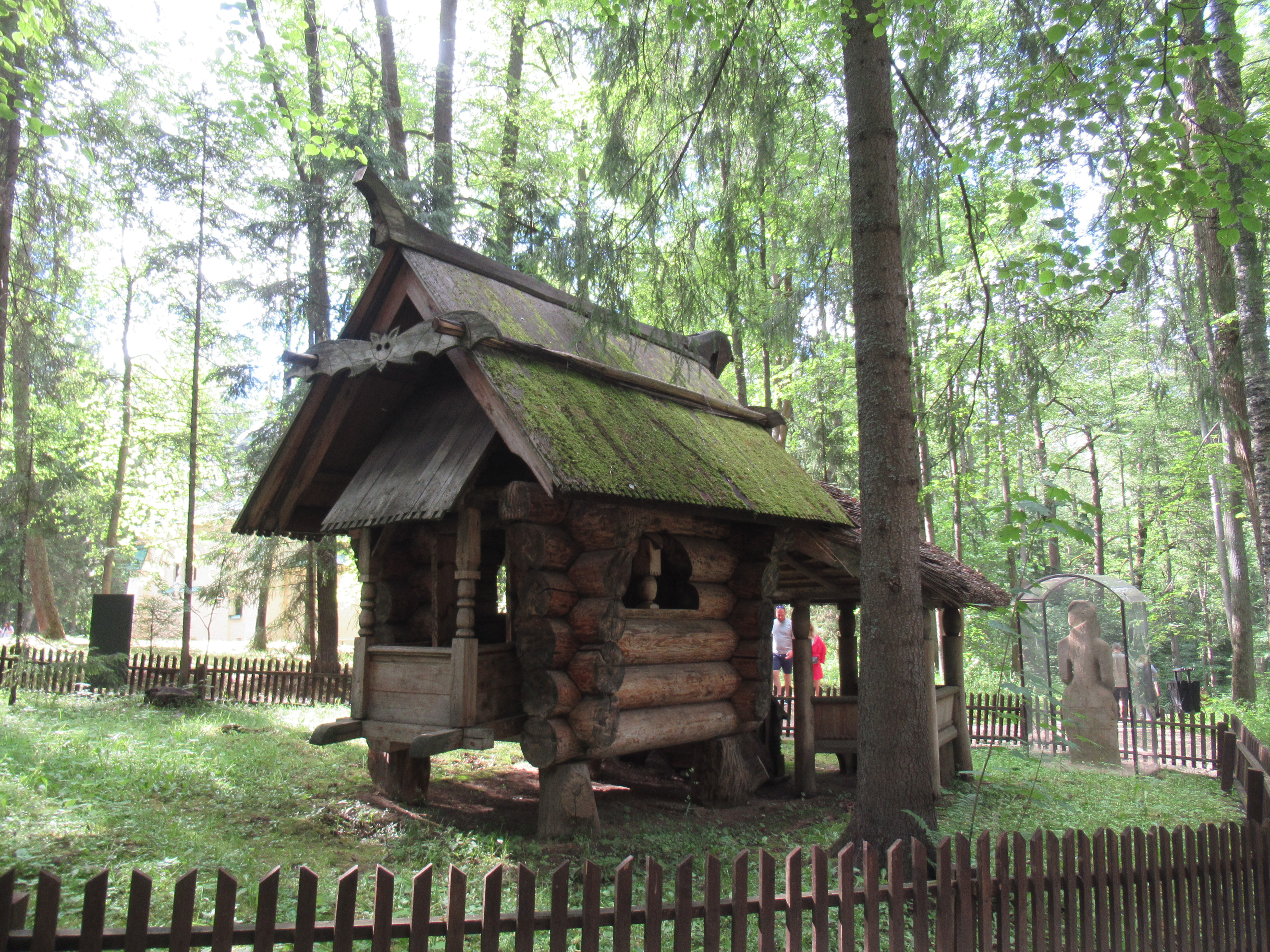
Избушка на курьих ножках

Своим желанием отстаивать жизненную связь между красотой и пользой мамонтовский кружок разделял распространённые убеждения эпохи. Об этом говорили и писали чаще всего как раз в той художественной среде, где складывались принципы модерна. Своеобразие творческой ориентации мамонтовского кружка заключалось в том, что соединение пользы и красоты представлялось членам содружества не только серьёзным общественным долгом художественной интеллигенции, но и живой поэтической традицией, органическим свойством крестьянского искусства, воплощающим в себе важные черты народного идеала.
Следуя своим общественным идеям и творческим интересам, члены Абрамцевского кружка организовали две мастерские: столярно-резчицкую (1885) и керамическую (1890). И в том, и в другом случае дело касалось попыток возродить художественные кустарные промыслы, имея перед глазами собранные в деревнях изделия народного искусства. Участники мамонтовской колонии не смотрели на эти изделия крестьянского труда как на «образцы», подлежащие копированию. Намерения были вернуть декоративно-прикладному искусству его поэтическую сущность и, вместе с нею, его основную жизненную функцию — украшать повседневный быт человека. Художники, чьи стилевые искания шли в этом направлении по-разному осмысливали поэтику и стилистику народного творчества, и, скажем, керамика, созданная Врубелем в абрамцевской мастерской, откликалась на совершенно иные стороны фольклорной художественной традиции, чем резные двери, полки и буфеты, исполнявшиеся Е. Поленовой и её коллегами по столярной мастерской. Более того, здесь можно говорить о различных модификациях «неорусского стиля» — от творческого воссоздания традиционной изобразительной лексики и орнаментальных форм предметов крестьянского быта до их серьёзной трансформации в новую пластическую систему. Тем не менее об абрамцевском «стиле» как о самостоятельном явлении русского искусства можно говорить лишь условно — он постоянно развивался, обретал новые свойства и качества.
В конце XIX — начале XX века такие крупные центры народного творчества создавались не только в подмосковном Абрамцеве, но и, например, в смоленском имении князей Тенишевых Талашкине.

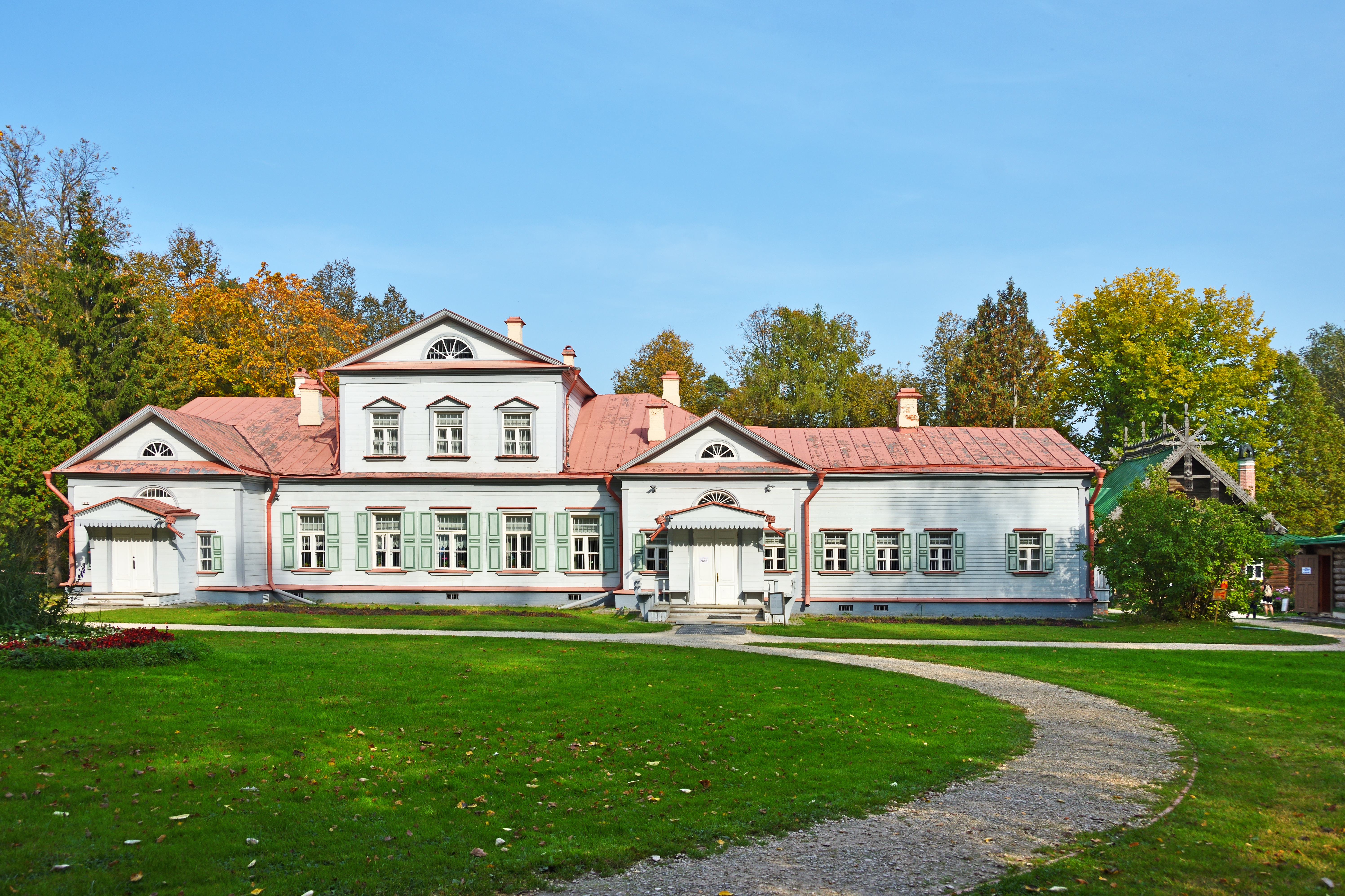
Усадебный дом
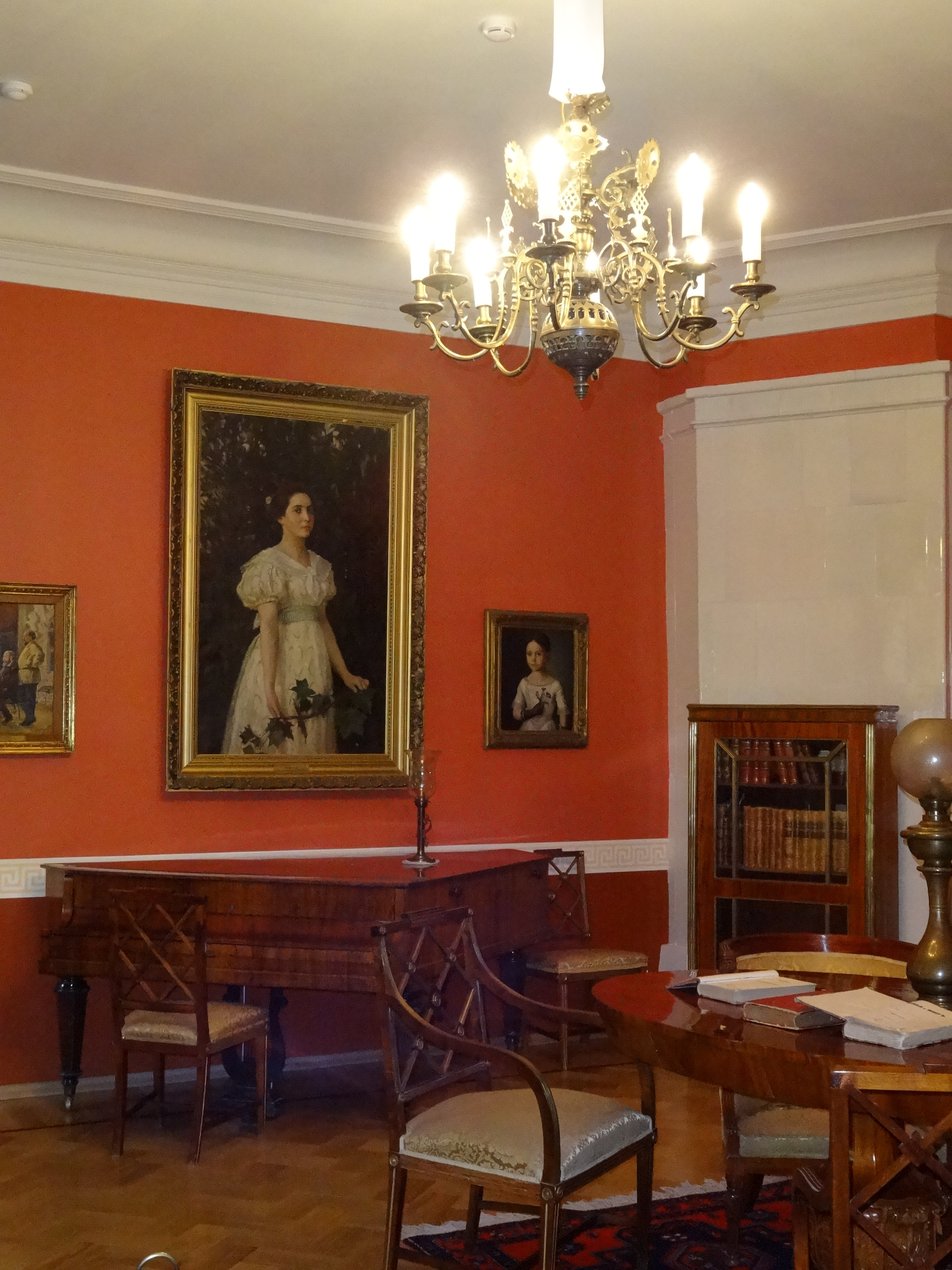
Малиновая гостиная
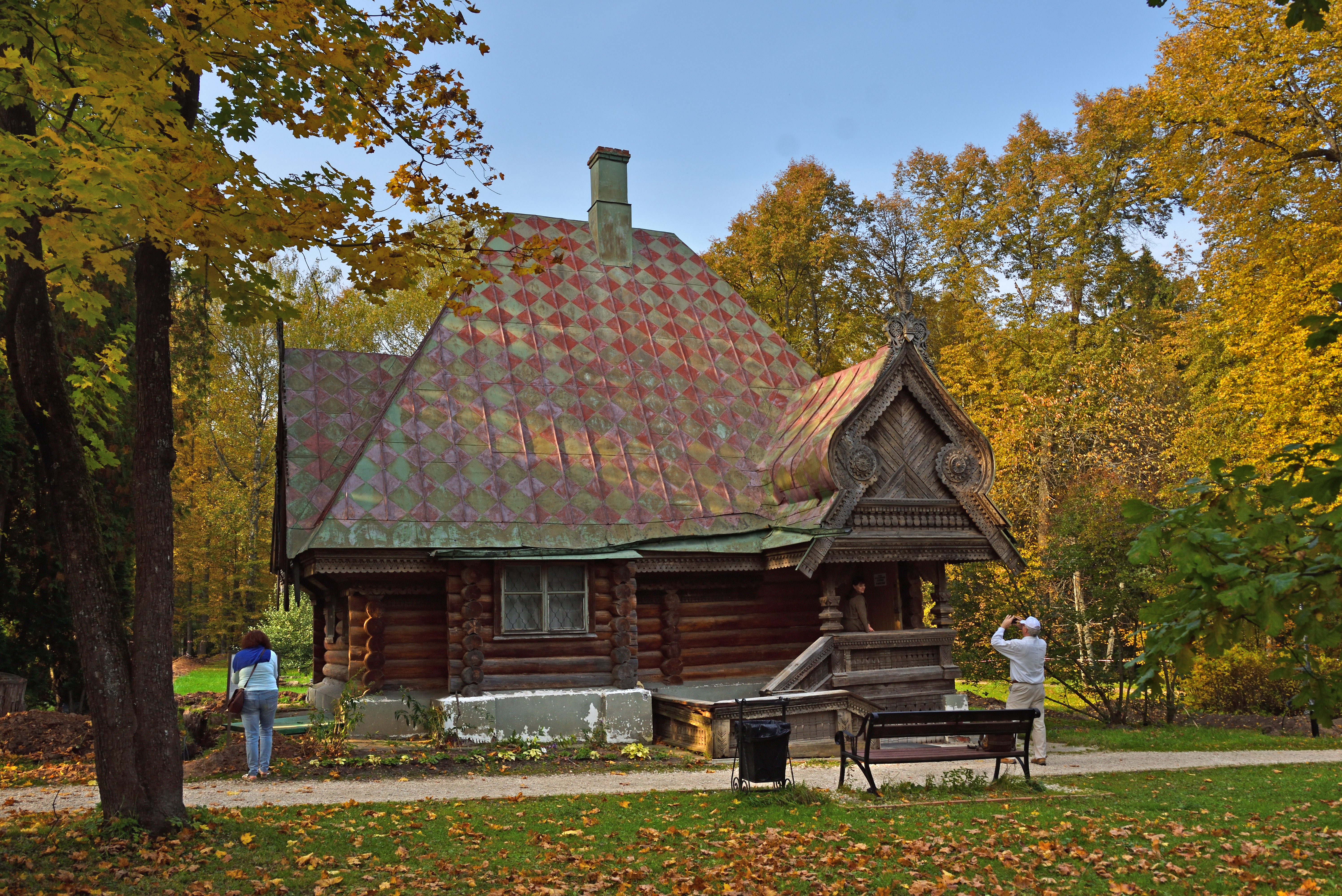
Баня-Теремок
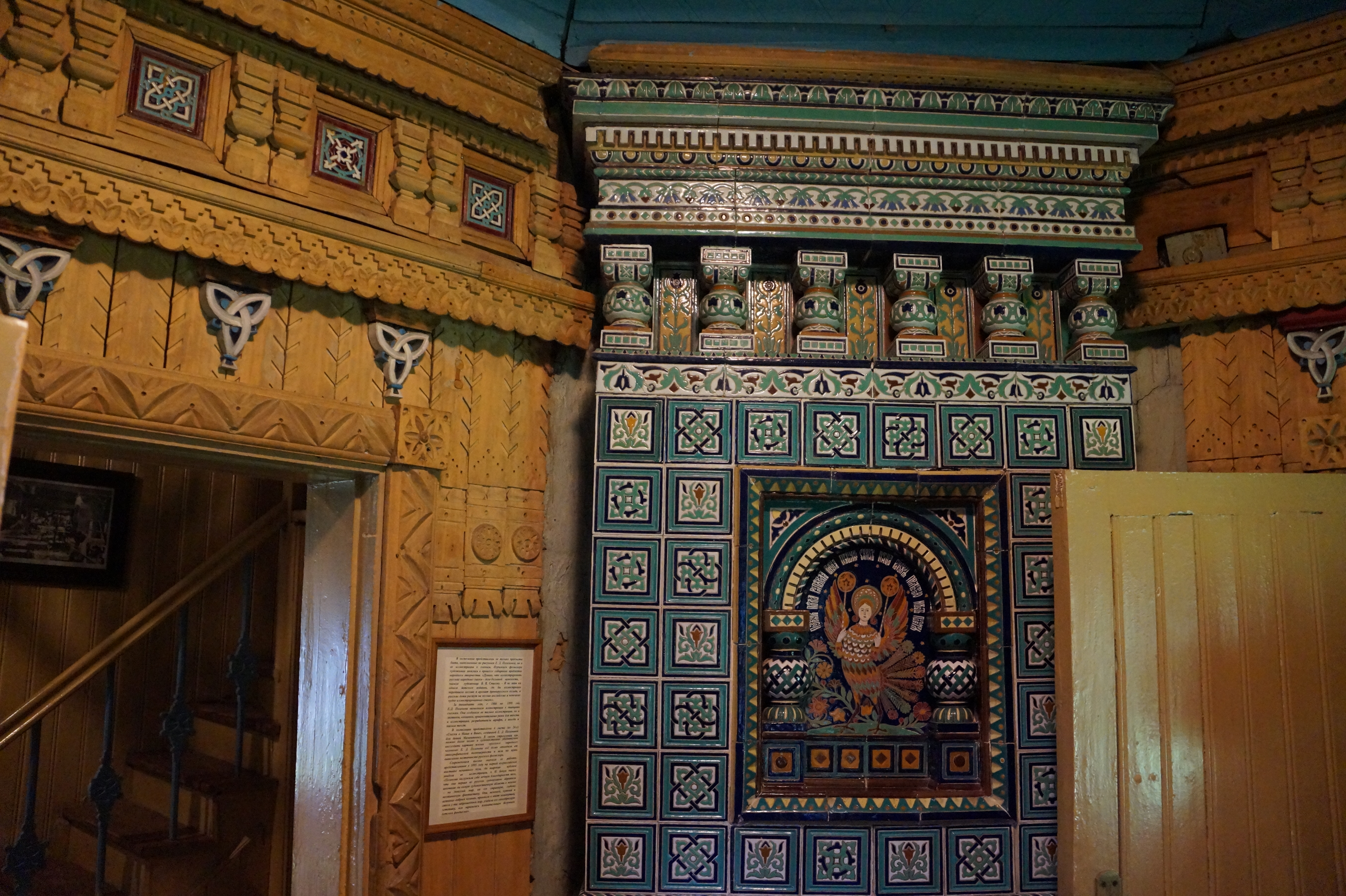
Печь с керамическими изразцами в бане-теремке
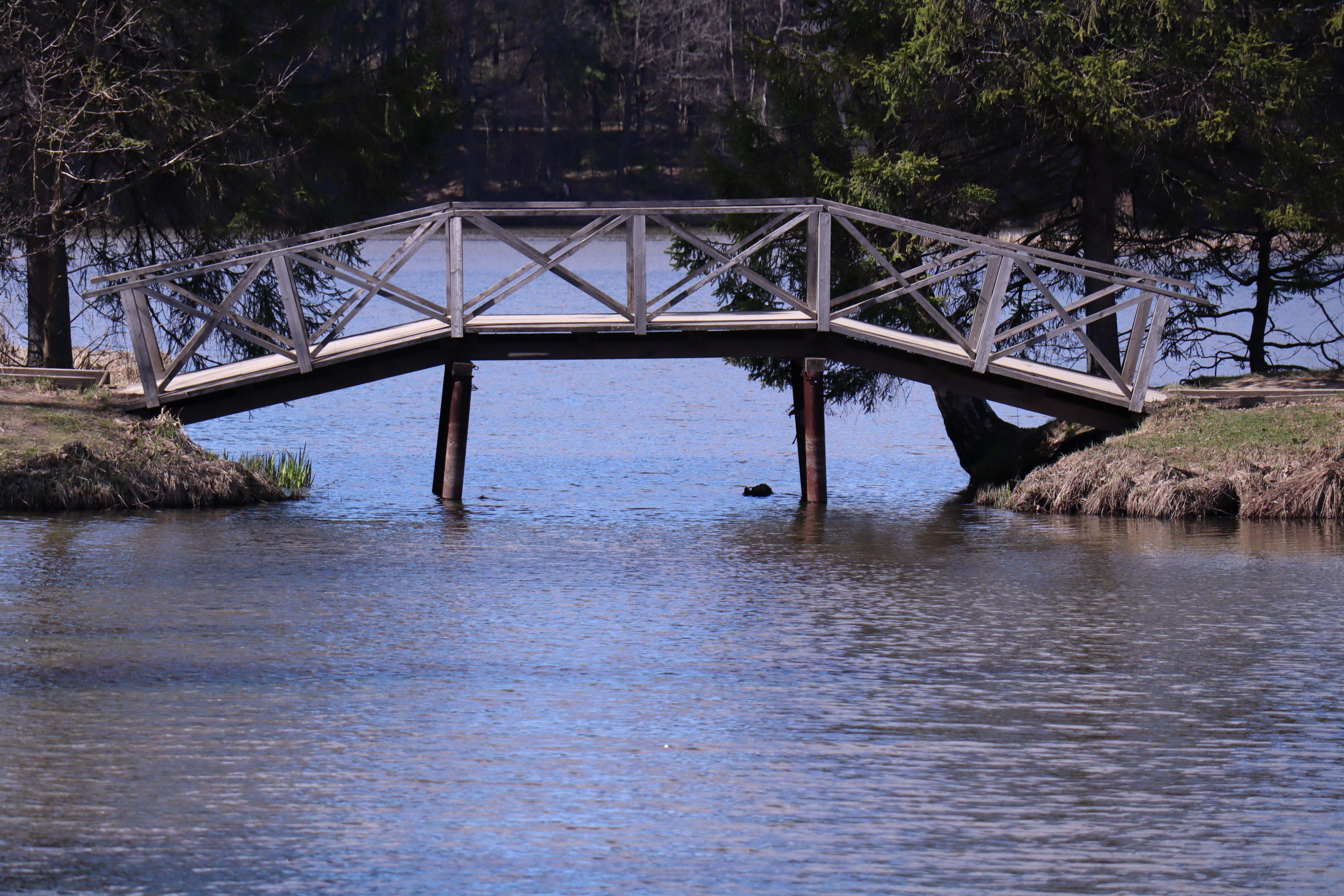
Вид на мостки на реке Воре
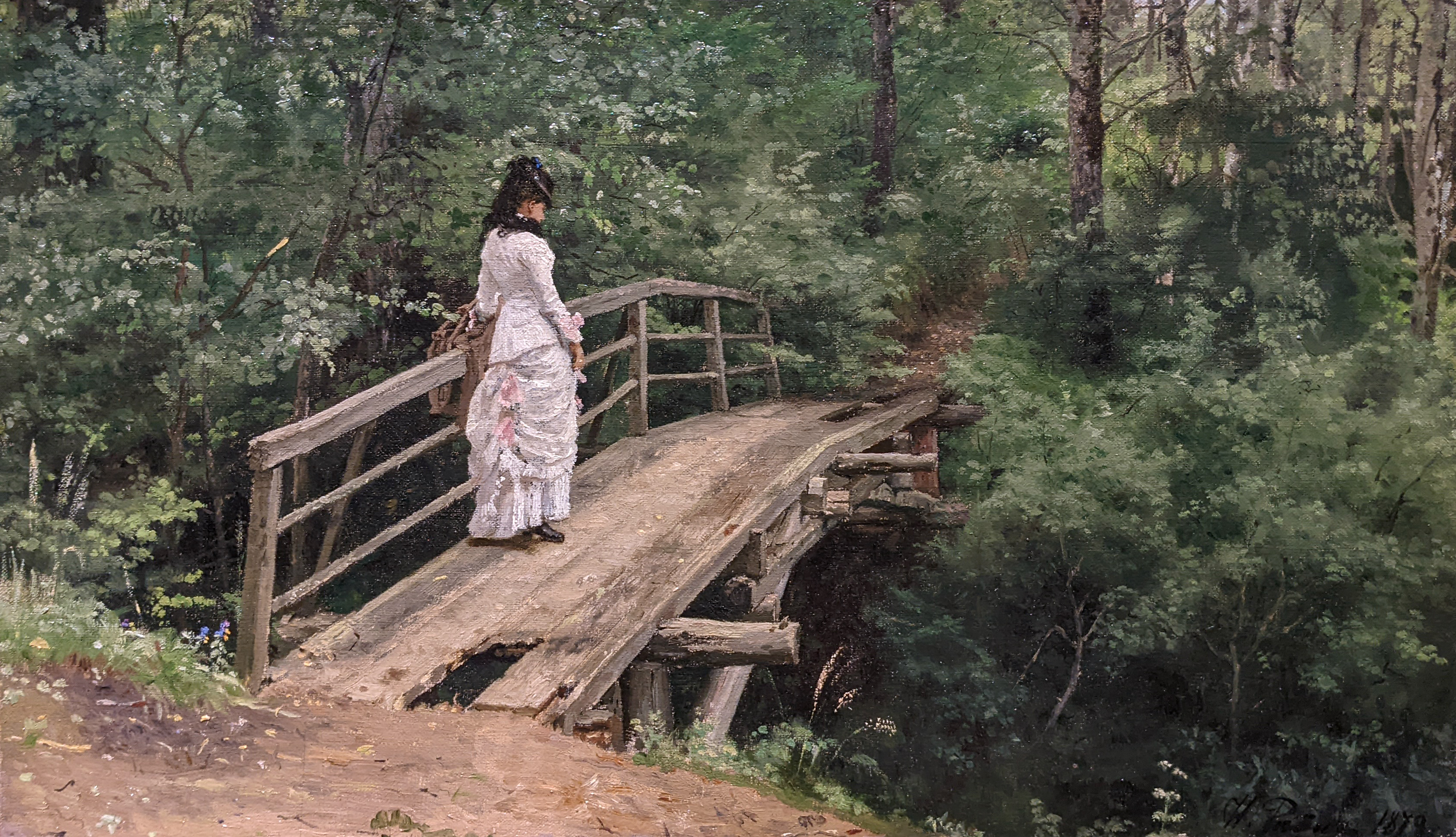
Илья Репин, «Летний пейзаж», 1879 год
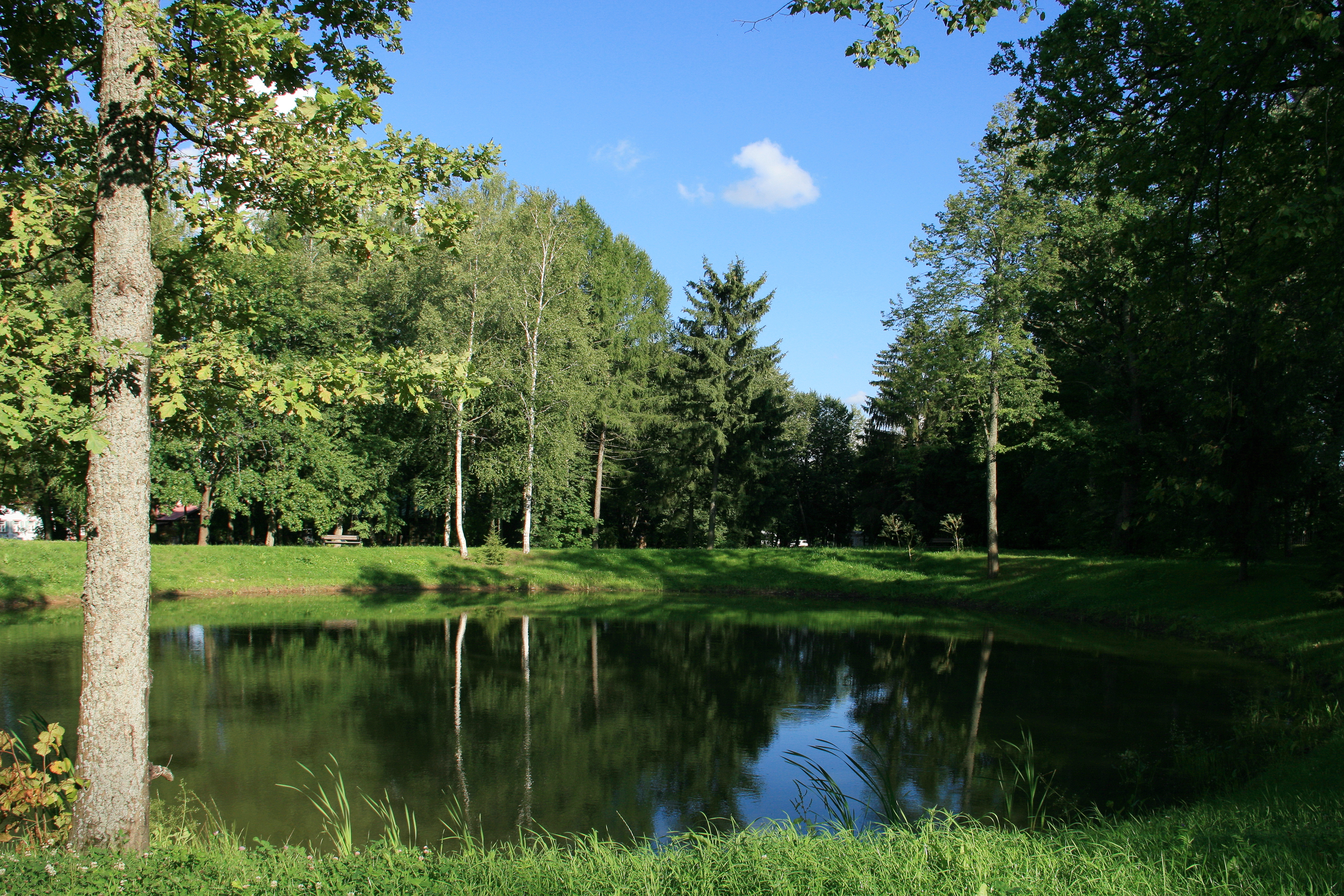
Верхний пруд в парке
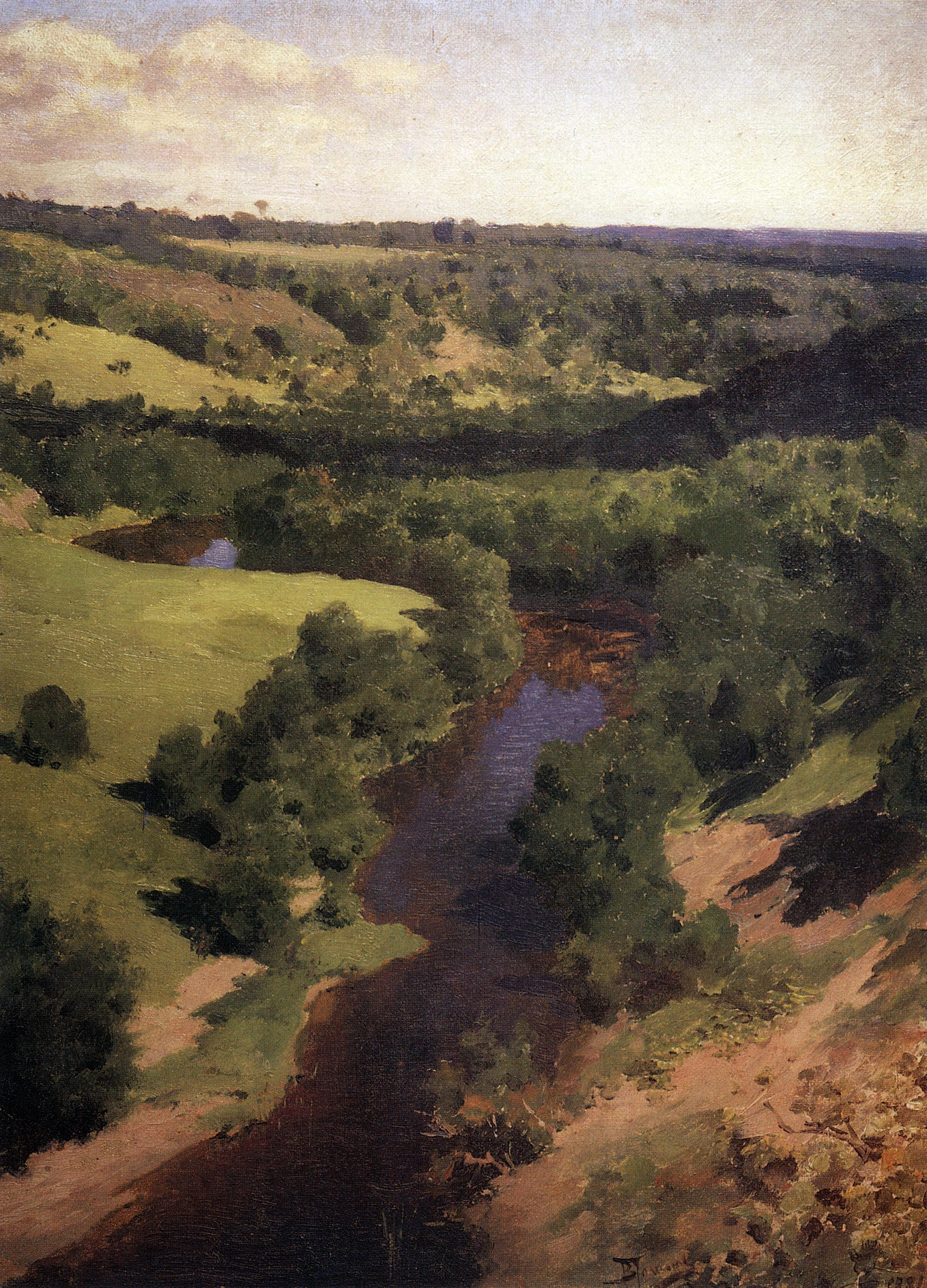
В. Д. Поленов, Река Воря, 1881 год
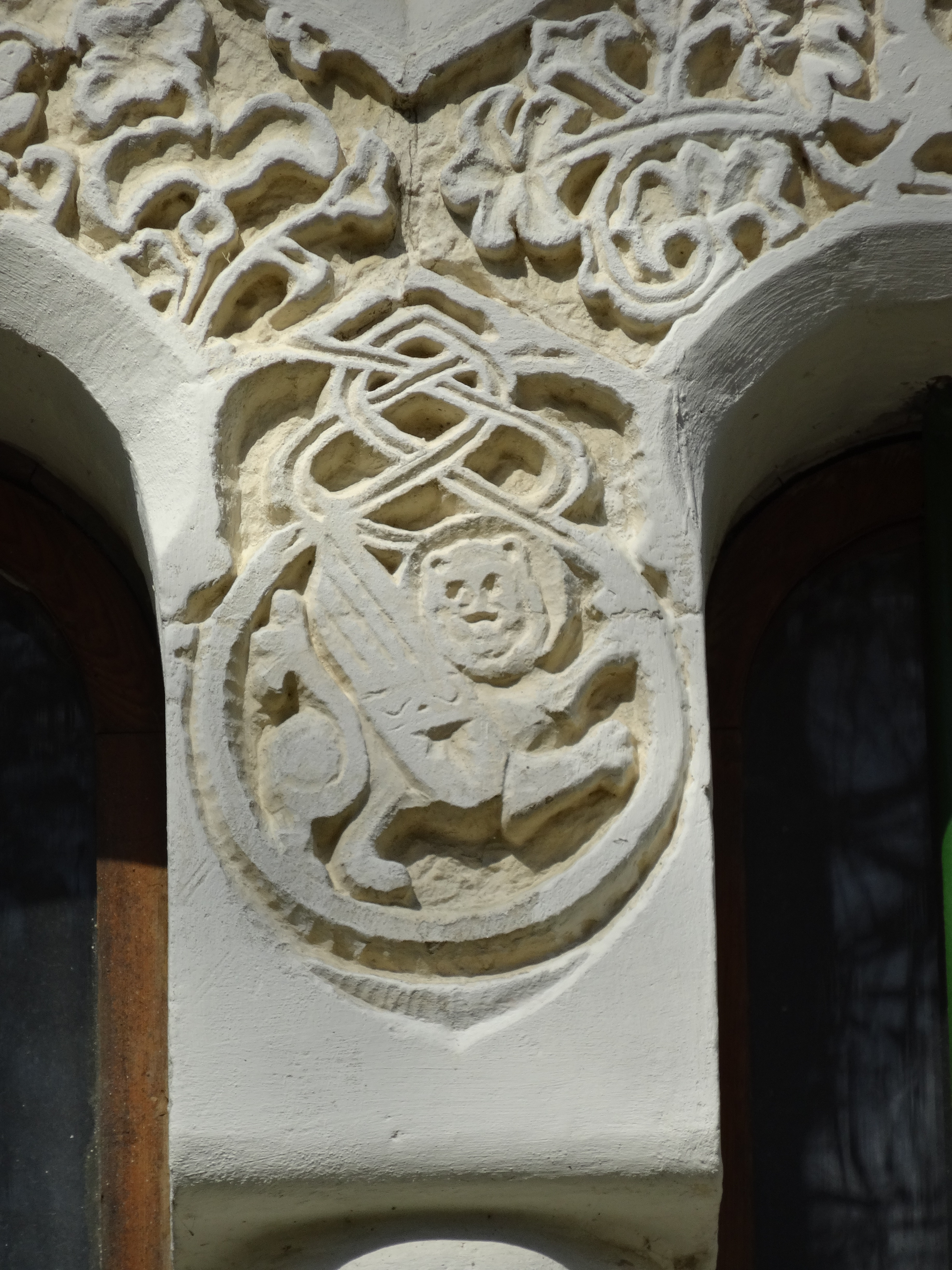
Каменная резьба фасада церкви
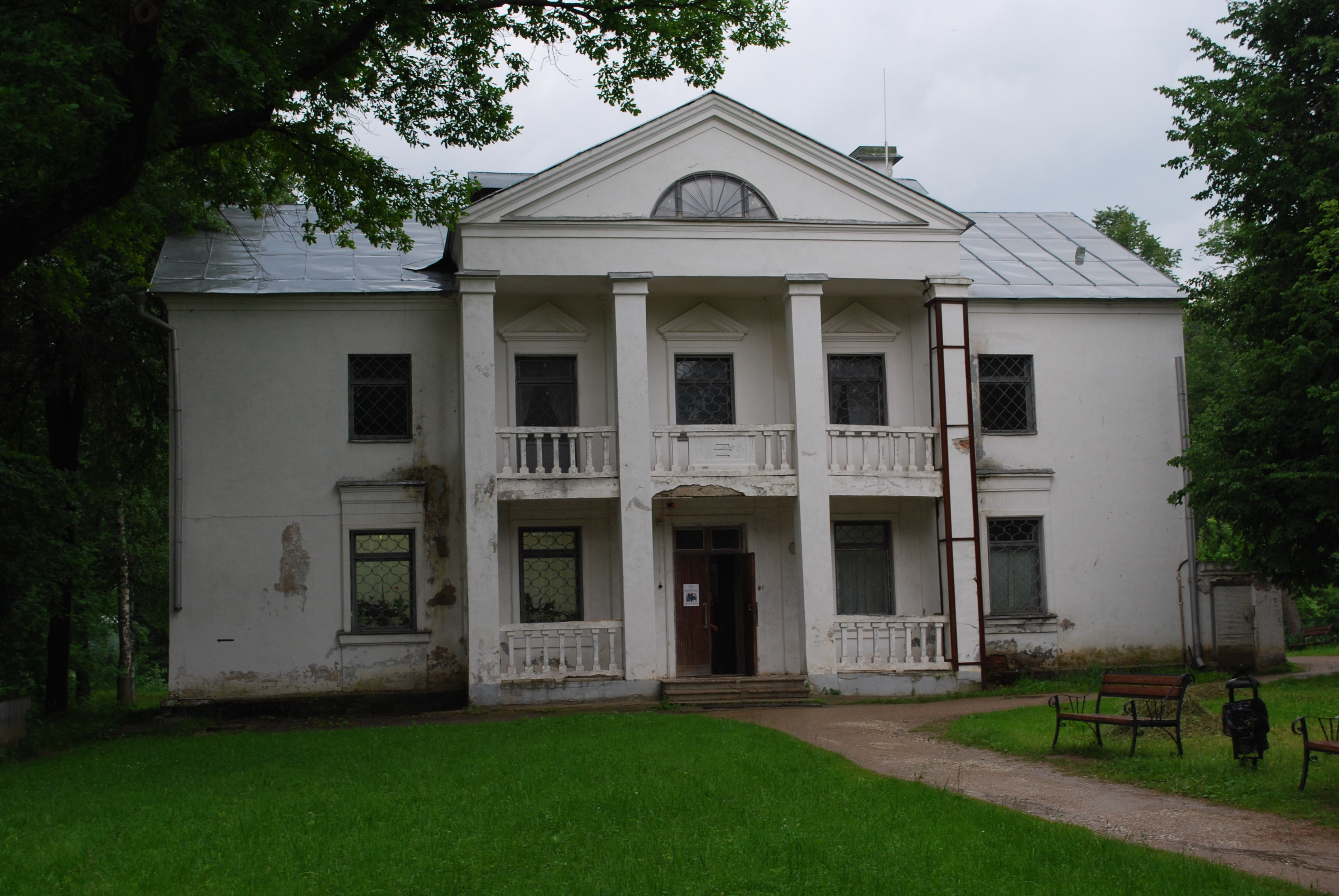
Бывший лечебный корпус
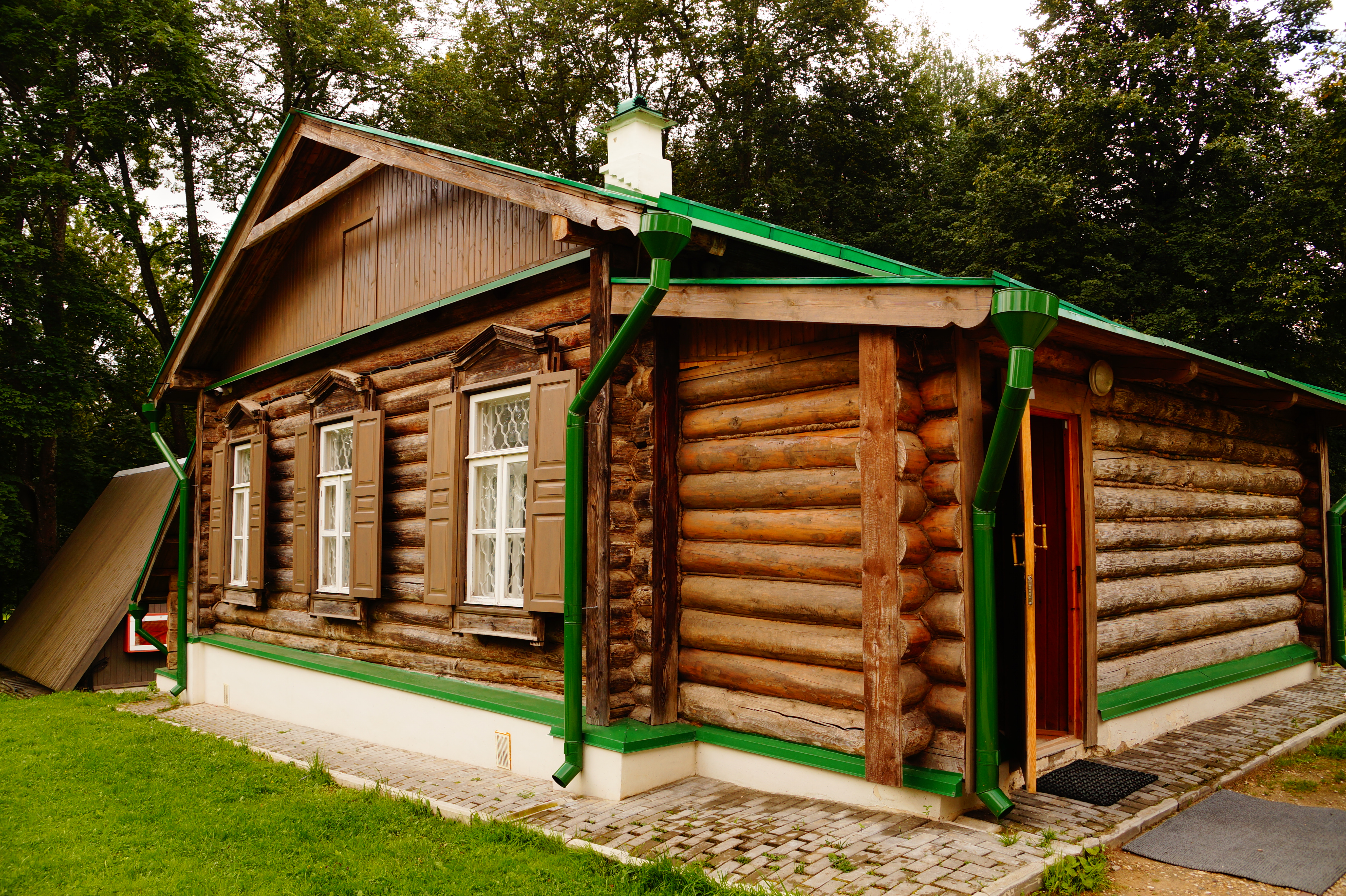
Дом управляющего
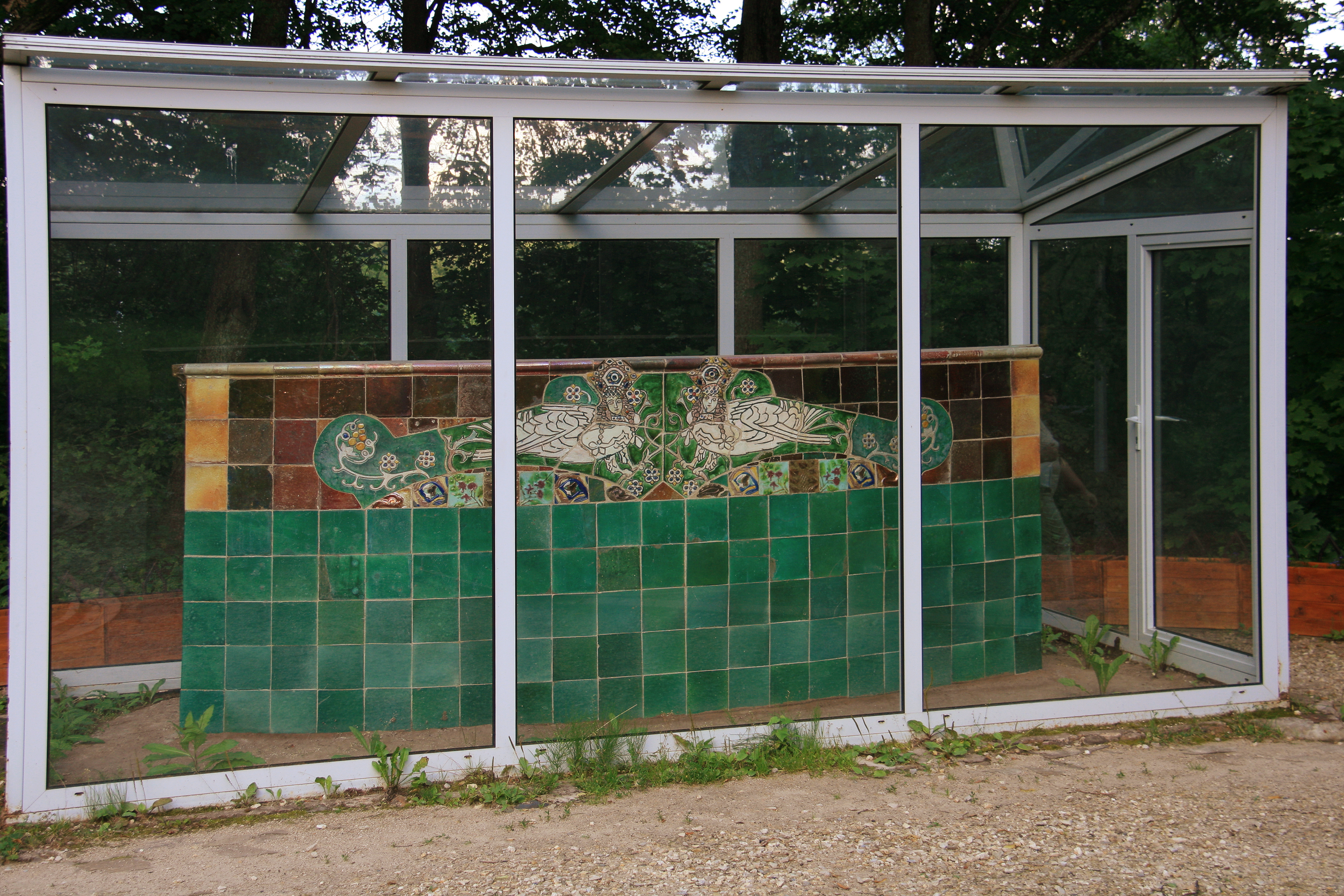
Скамья Врубеля
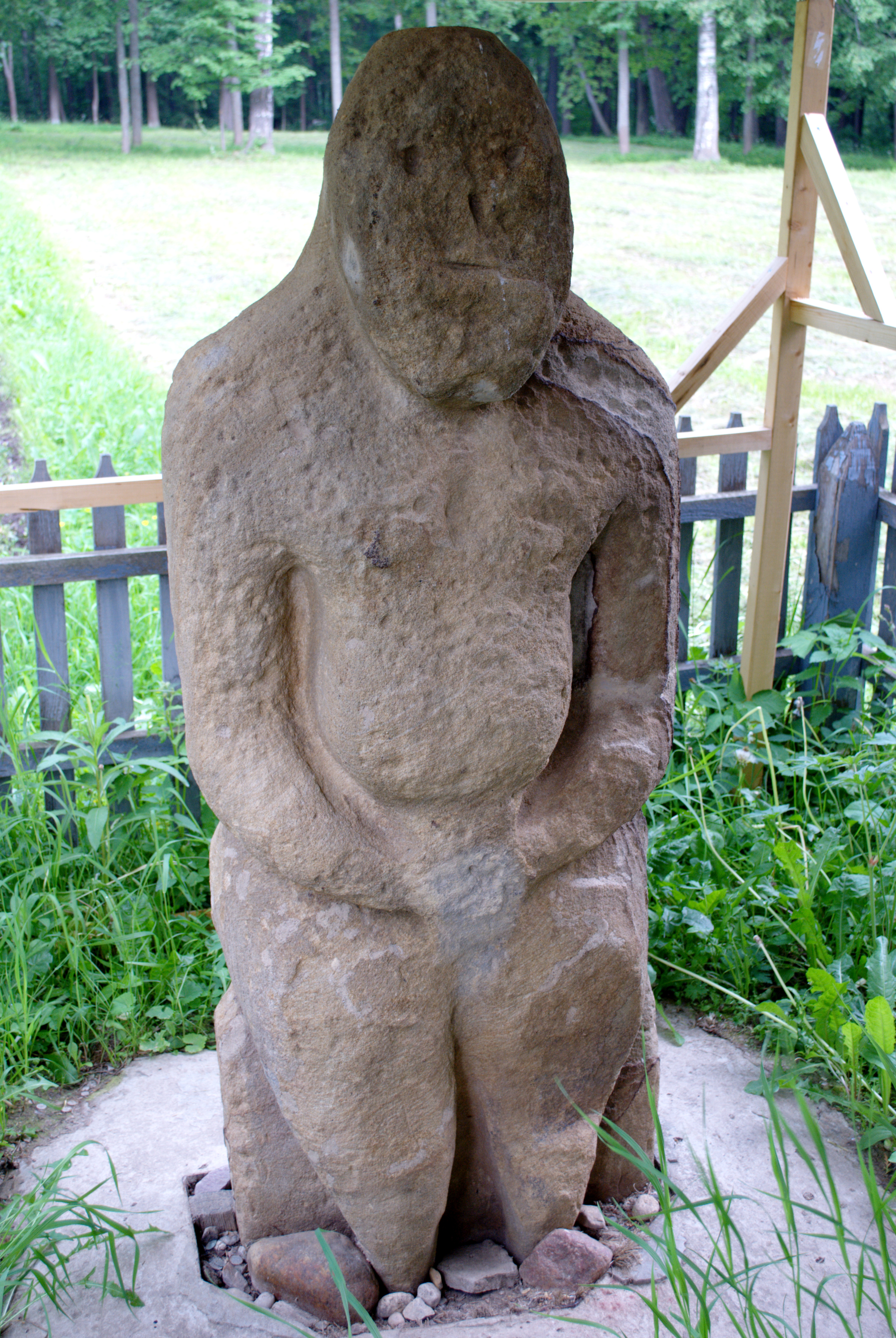
Каменная баба
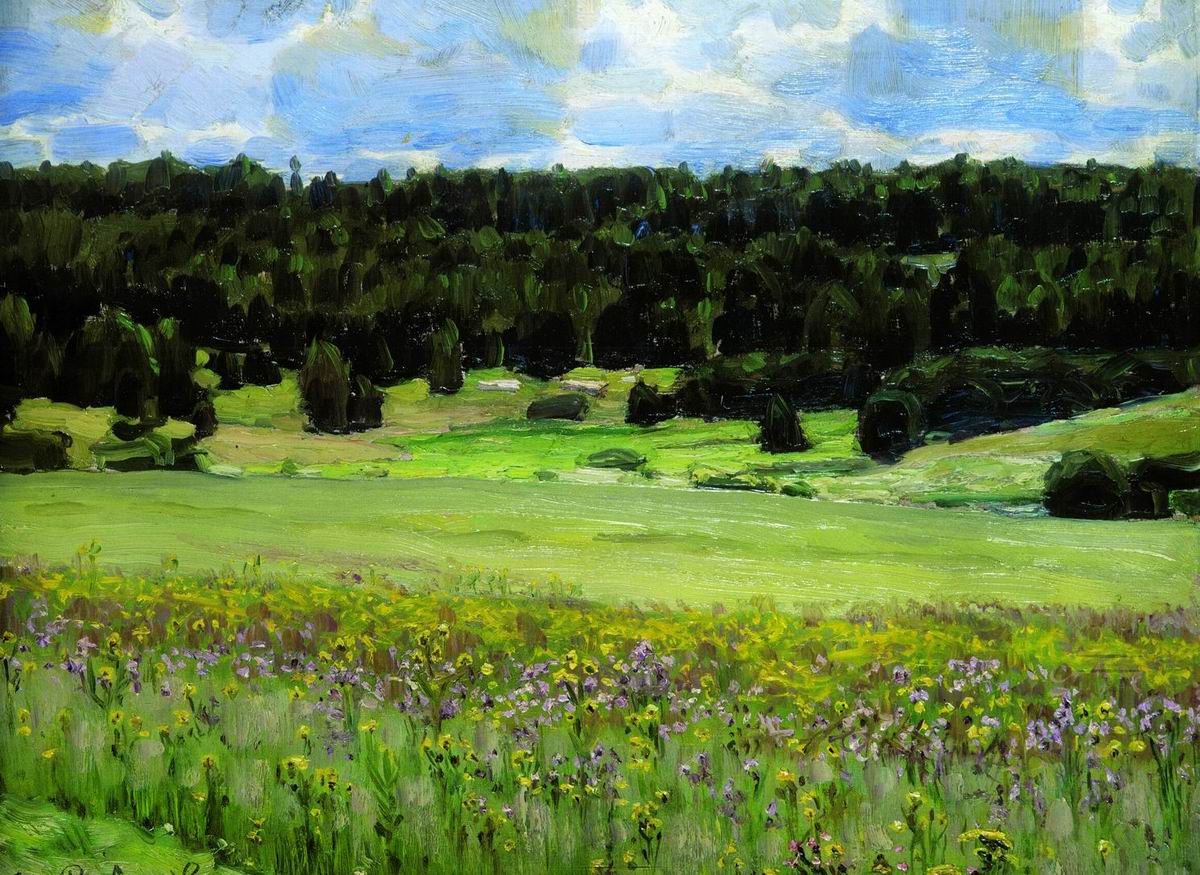
В. М. Васнецов, «Абрамцевские дали», 1880–1886
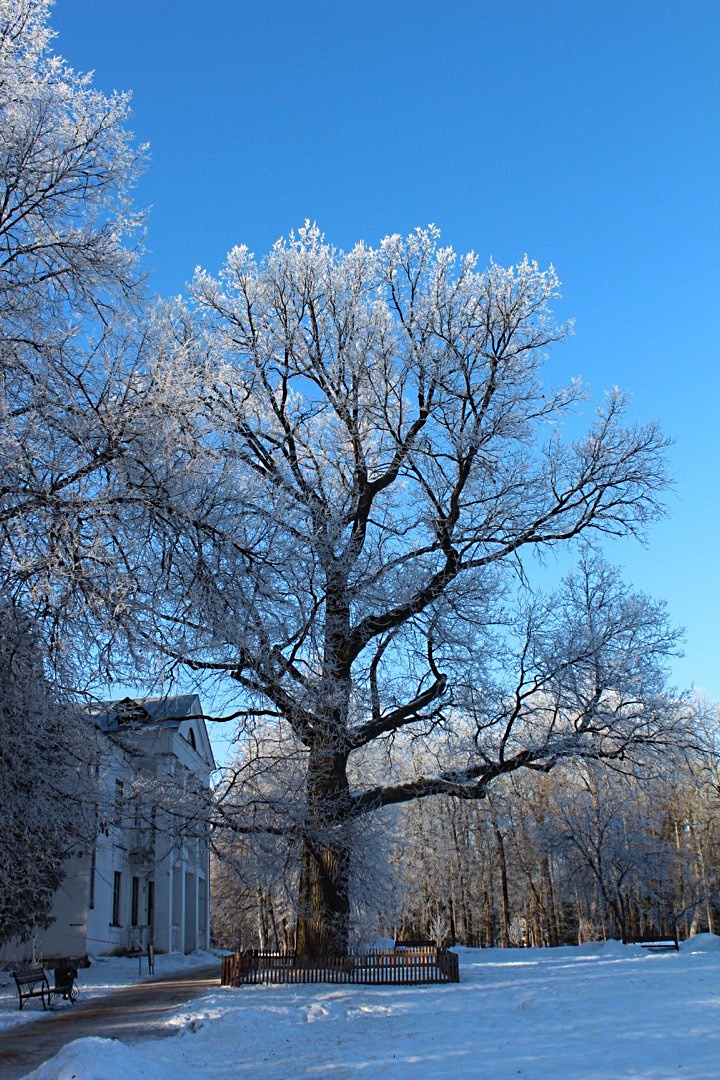
Дуб из Абрамцева
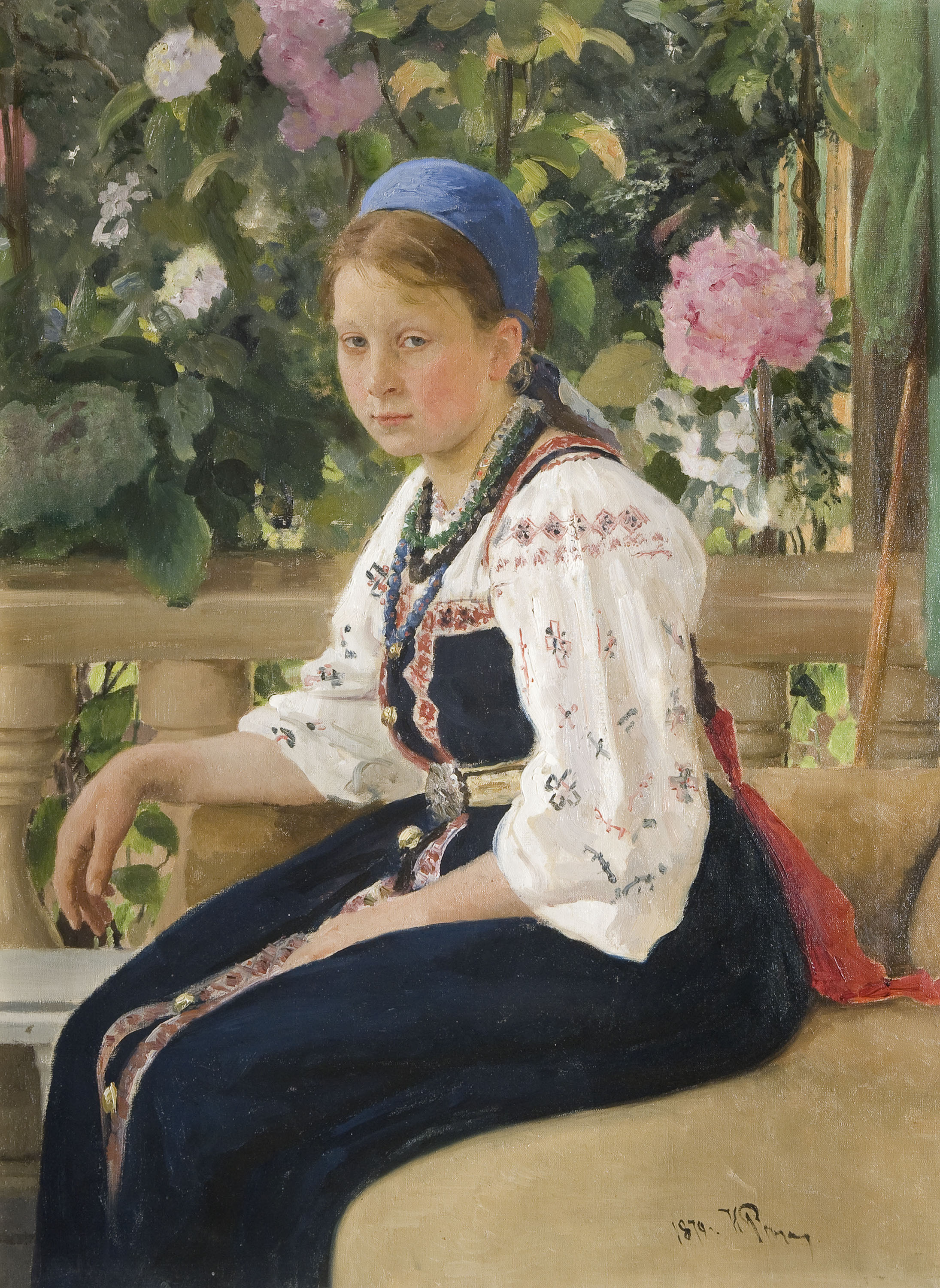
Илья Репин, Портрет Софьи Федоровны Мамонтовой, 1879 год
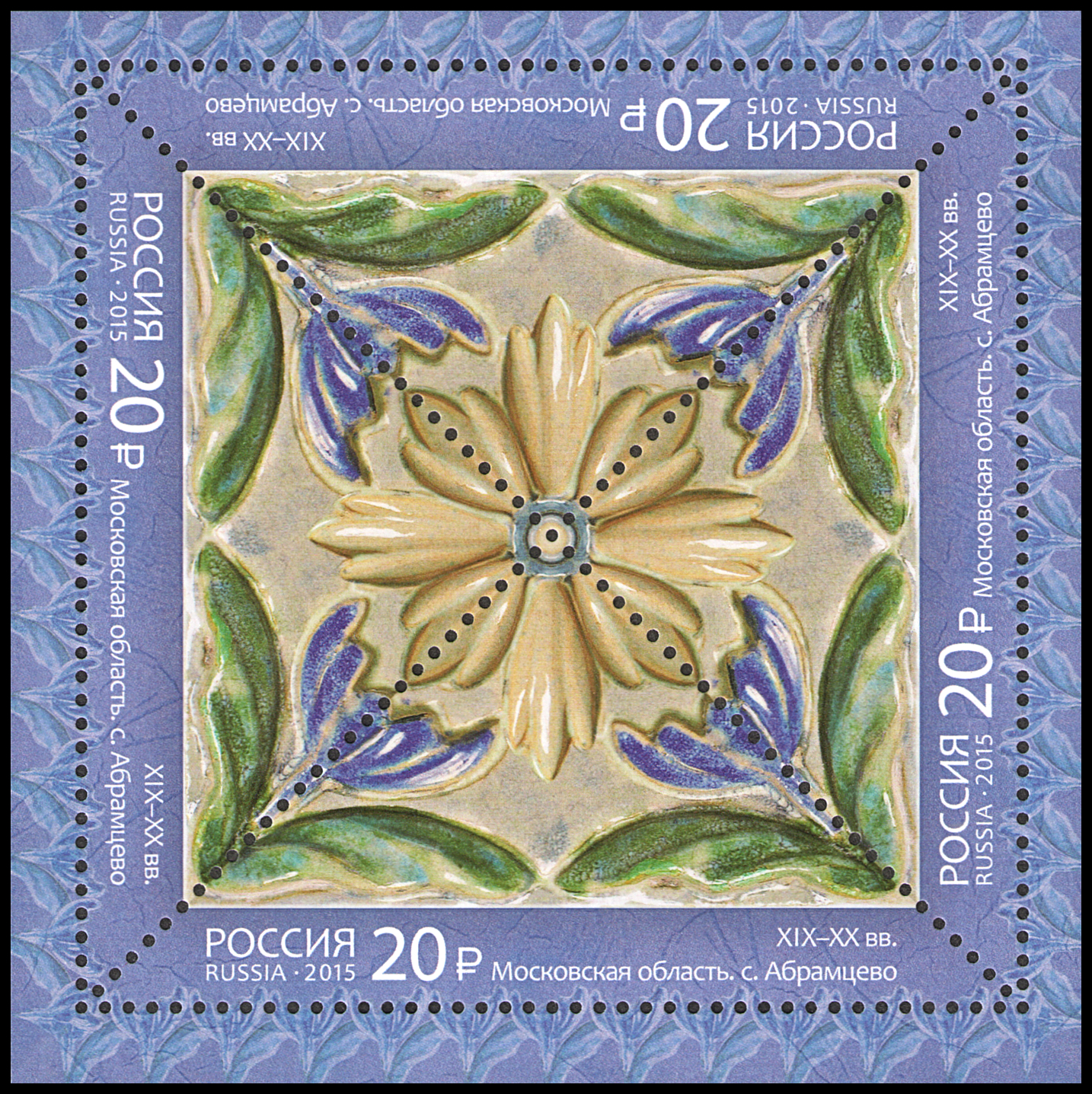
Почтовая марка с изразцами

## Абрамцево в кинематографе

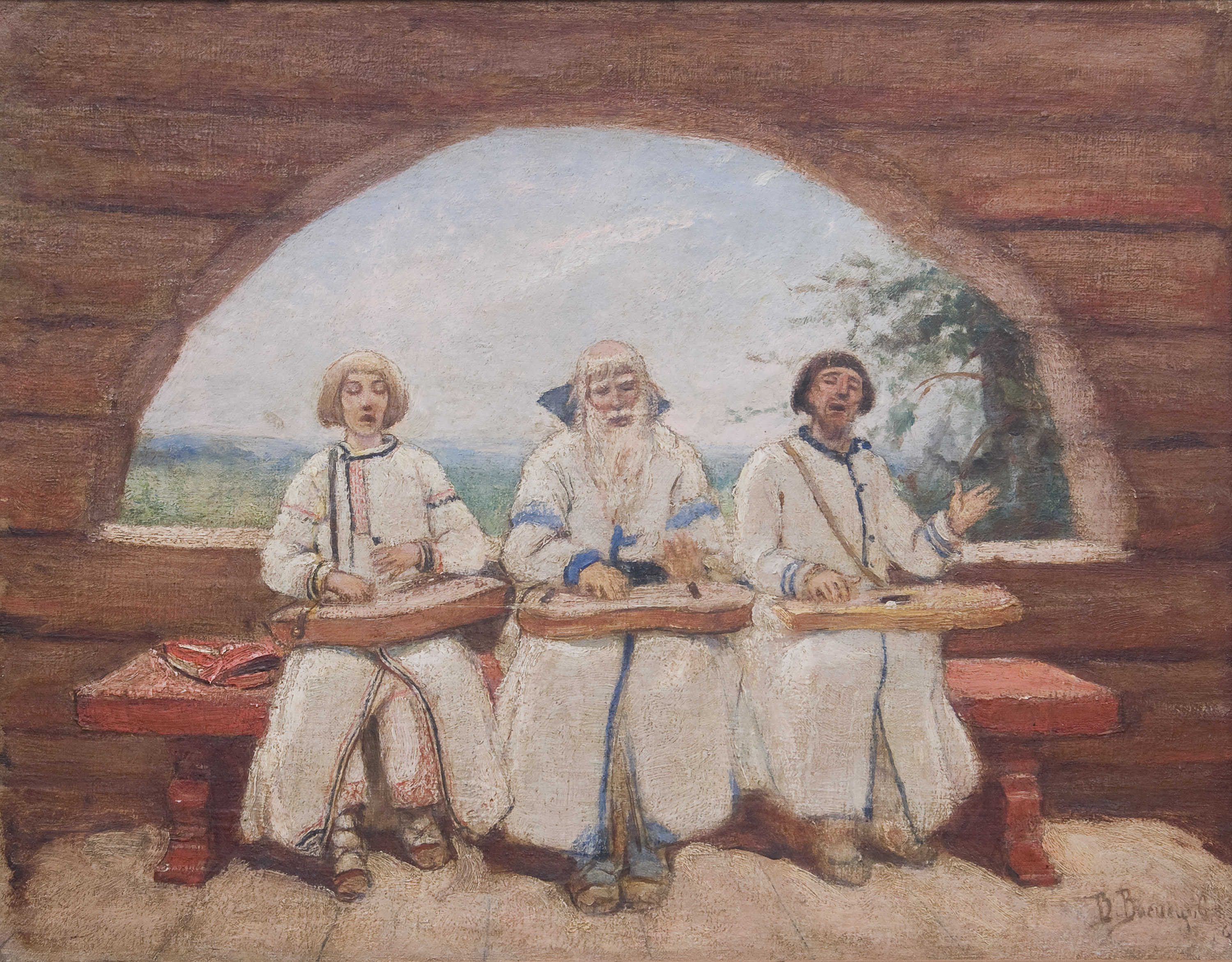
В. М. Васнецов, «Гусляры», 1896 год

В усадьбе «Абрамцево» снято несколько художественных фильмов:
- «Накануне» (СССР, 1959. Режиссёр Владимир Петров)
- «Солярис» (СССР, 1972. Режиссёр Андрей Тарковский)
- «Первая любовь» (Россия, 1995. Режиссёр Роман Балаян)
- «Савва» (Россия, 2008. Режиссёр Евгений Герасимов)
- «Два дня» (Россия, 2011. Режиссёр Авдотья Смирнова)